# Reintegracionismo

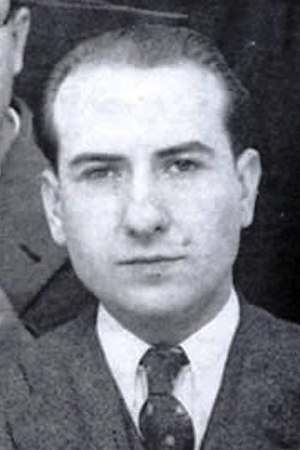
Ricardo Carvalho Calero, considerado el ideólogo del reintegracionismo.

El reintegracionismo es una corriente lingüística, cultural y social que sostiene que el gallego y el portugués forman parte del mismo diasistema lingüístico, conocido como diasistema gallego-portugués, el cual posee en la actualidad dos normas, las oficializadas en Portugal y los países lusófonos de África (PALOP), y la vigente en Brasil, a las que cabría añadir otra gallega, actualmente en proceso de normalización.[cita requerida] Promotores del reintegracionismo son asociaciones como la Associaçom Galega da Língua (AGAL), el Movimento de Defesa da Língua (MDL), la Associação de Amizade Galiza-Portugal (AAG-P), las Irmandades da Fala da Galiza e Portugal (IFG-P), la Associação Sócio-Pedagógica Galaico-Portuguesa (AS-PGP), la recientemente creada Academia Galega da Língua Portuguesa y diversas asociaciones cívicas locales. 
Los reintegracionistas entienden que la normativa oficial vigente en Galicia, las NOMIGa (Normas Ortográficas e Morfolóxicas do Idioma Galego), elaboradas por la Real Academia Galega (RAG) y por el Instituto da Lingua Galega (ILG), es inapropiada, puesto que consagra la castellanización del gallego. Para ellos, la última reforma normativa de la RAG, aprobada en 2003 (la denominada normativa de la concordia), obedece a dicha concepción y mantiene los rasgos que interpretan como más llamativos de castellanización, como la letra 'ñ', el dígrafo 'll', los sufijos '-ería' (aunque acepta como variante '-aría'), '-ble' (admite también '-bel'), '-ción', al tiempo que las preferencias lexicográficas se regirían por las pautas de las castellanas.
La Associaçom Galega da Língua (AGAL) y otros colectivos proponen una norma gráfica esencialmente común a la portuguesa que, a la vez, preserva ciertas peculiaridades gallegas: 'nh' en lugar de 'ñ', 'lh' en lugar de 'll', opcionalmente la '~' ("til de nasalidade"); '-aria', '-vel', pero '-çom' en vez de '-ção'. Otros grupos, como el MDL (Movimento Defesa da Língua), utilizan las normas de la AGAL y la portuguesa indiferentemente, mientras que otros grupos, calificados habitualmente como lusistas, como la Associação de Amizade Galicia-Portugal (AAG-P) y las Irmandades da Fala da Galicia e Portugal (IFG-P) han optado por la norma del portugués acordada en Lisboa (Acuerdo ortográfico de la lengua portuguesa de 1990).
El gallego defendido por el reintegracionismo se podría entender como más conciliador que el del lusismo, ya que el primero acepta posiciones intermedias acerca de la adopción progresiva de la ortografía portuguesa o de aproximación al portugués de Portugal. Sin embargo, también podría decirse que lusismo y reintegracionismo son denominaciones del mismo movimiento, porque ambos procuran los mismos objetivos. Las diferencias radican en la normativa lingüística que defienden, de forma que el lusismo adopta la ortografía y morfología portuguesas con el uso de léxico común y también del propio gallego, mientras que el reintegracionismo adopta una normativa propia próxima a la ortografía y morfología portuguesas.

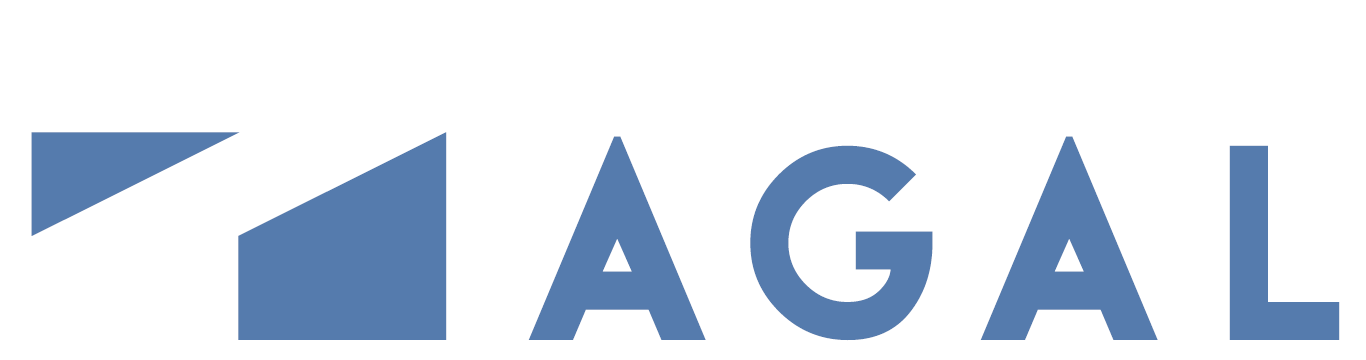
Logotipo de la Associaçom Galega da Língua.

## Orígenes
Aparece a comienzos del siglo XX con partidarios como Xoán Vicente Viqueira o Evaristo Correa Calderón, y a mediados de siglo con Ernesto Guerra da Cal. La primera formulación ortográfica se debe a José Martinho Montero Santalha, que en 1976 publicó Unificación ortográfica galego-portuguesa en la revista Grial, recogiendo la propuesta que hiciera Manuel Rodrigues Lapa en 1973 de adoptar el portugués como forma literaria del gallego, pero matizándola para defender un acercamiento solo ortográfico. Los postulados de Lapa fueron recogidos a partir de 1980 por Ricardo Carballo Calero en una serie de obras.
En 1981 nace la Associaçom Galega da Língua (AGAL), que publicó sus propias normas en 1983 bajo el título de Estudo crítico das normas ortográficas e morfolóxicas do idioma galego. Este colectivo pretende conseguir una reintegración idiomática y cultural del gallego, especialmente en las manifestaciones escritas, en el área lingüística y cultural que le es propia, el gallego-luso-brasileño (según los primeros estatutos del colectivo).

## Polémica
El origen medieval común de la lengua gallega y la lengua portuguesa está fuera de duda por la comunidad filológica. El parecido entre ambas lenguas es altísimo, siendo en la práctica mutuamente inteligibles para cualquier usuario avanzado de la lengua.
La unificación de lenguas similares siempre está llena de detractores y promotores. La creación de una reforma que incorpore el gallego a la lengua portuguesa es, por tanto, un ámbito de polémica.
Por una parte, la integración abriría a la población gallega un acceso a la literatura en portugués, así como a tener dos lenguas europeas oficiales en ámbito estatal asentadas en el territorio: español y portugués. No obstante, debido a la desvinculación histórica de Portugal de Galicia tras la independencia de Portugal, el portugués ha seguido dos líneas de evolución: europeo y brasileño, que han circulado de manera independiente al gallego, lo que han generado soluciones fonéticas, ortográficas y gramaticales diferentes entre las tres líneas. Actualmente existe un fuerte interés en unificar la ortografía del portugués de Brasil y el de Portugal y, aunque se han llegado a acuerdos, ambos dialectos presentan ciertas diferencias a nivel coloquial.